# Гусев, Валерий Кимович
Вале́рий Ки́мович Гу́сев (род. 24 декабря 1950, Калининград) — советский и российский мастер боевых искусств, основатель российской ветви школы «Западный дракон». Единственный человек, осуждённый в советское время по уголовной статье «незаконное преподавание карате» (при том, что карате как раз он не преподавал, а занимался боевым у-шу, или кунг-фу).

## Биография
Родился 24 декабря 1950 года в Калининграде. Заниматься кунг-фу начал с 1969 года в секции «одного китайца» по имени Ся Тун. Со временем остался в секции один, в результате стал единственным в СССР специалистом по школе «Западного дракона». Через шесть лет открыл собственные секции, ещё через два года стал заместителем главного тренера «Трудовых резервов». Участвовал в спортивных соревнованиях до 1981 года.
В 1983 году был осужден по уголовной статье 219 «прим» УК РСФСР и отбыл 4 года 7 месяцев тюремного заключения.

### Современность
C 1989 года — глава судейской Коллегии Всесоюзной федерации у-шу, вице-президент Федерации у-шу г. Москвы, председатель тренерского совета.
Руководитель боевой школы у-шу «Западный дракон».
В 2005 году участвовал в съёмках документального фильма «Отсидеть за карате» (автор Олег Утицын).
На их стороне очень много было людей, очень много сил, много средств и ресурсов, а я был всего один. И тем не менее это государство, которое было, оно рухнуло, а я вот перед вами… КГБ перестал существовать, превратился сначала в ФСК, потом в ФСБ, а я как был Гусев Валерий Кимович, там им и остался, и здоровье моё не пошатнулось.